# Monomma pseudosepultum rugosum
Monomma pseudosepultum rugosum es una subespecie de coleóptero de la familia Monommatidae.

## Distribución geográfica
Habita en Madagascar.